# Annabel Croft
Annabel Nicola Croft (ur. 12 lipca 1966 w Farnborough) – brytyjska tenisistka i prezenterka telewizyjna. Od czasu zakończenia kariery tenisowej zaczęła prowadzić programy telewizyjne takie jak, Treasure Hunt czy Interceptor. W 2005 roku zwyciężyła w programie telewizji ITV Celebrity Wrestling.

## Życiorys

### Kariera tenisowa
W 1984 roku została mistrzynią juniorskiego Wimbledonu. W finale wygrała z Einą Reinach 3:6, 6:3, 6:3.
31 grudnia 1985 roku Annabel została sklasyfikowana na najwyższym w karierze, dwudziestym czwartym miejscu w rankingu WTA. Jako deblistka była zawodniczką numer sto dwadzieścia sześć (ranking na dzień 21 grudnia 1986).
W seniorskich turniejach wielkoszlemowych w grze pojedynczej nie osiągała znaczących sukcesów (występowała w nich w latach 1982–1988), osiągając najwyżej trzecią rundę na Wimbledonie 1984.
W całej karierze wygrała tylko jeden turniej. Miało to miejsce w San Diego, 28 kwietnia 1985 roku. W finale Annabel pokonała 6:0, 7:6(5) rozstawioną z jedynką Wendy Turnbull.
W latach 1985–1986 reprezentowała Wielką Brytanię w rozgrywkach Pucharu Federacji, a od 1983 do 1986 w Pucharze Wightmana.

### Po zakończeniu kariery
Pomimo swojego potencjału i awansu do czołowej 25 światowego rankingu, Croft zakończyła karierę w wieku zaledwie dwudziestu jeden lat. Wkrótce po podjęciu tej decyzji Annabel stała się nową twarzą emitowanego w prime timie na Channel 4 Treasure Hunt, zastępując poprzednią prowadzącaą, Annekę Rice. Od 1989 do 1990 prowadziła program na kanale ITV1 noszący tytuł Interceptor.
W 1990 Croft wydała swoją własną kasetę wideo zatytułowaną Annabel Croft’s Shape Tape.
Współpracowała z BBC, Radio 5 Live i GMTV przy turnieju wimbledońskim, oraz ze Sky Sports i Eurosportem. W tym ostatnim prowadzi razem z Matsem Wilanderem program Gem, Set & Mats. Bierze udział w wielu programach dotyczących stylu życia takich jak: The Wright Stuff, The Entertainment Show, GMTV, Out and About oraz This Morning.
W lipcu 2009 Annabel Croft była jednym z pięciu ochotników, którzy wzięli udział w serii dwóch programów wyemitowanych przez BBC Famous, Rich and Homeless (Sławni, Bogaci i Bezdomni) opowiadających o życiu londyńskich bezdomnych.
Udało się jej ukończyć Maraton Nowojorski.

## Życie prywatne
Croft jest żoną byłego żeglarza, a obecnie bankiera inwestycyjnego, Mela Colemana. Para mieszka w położonym niedaleko Wimbledonu Coombe. Mają troje dzieci: córki Amber i Lily oraz syna Charliego.
Croft jest aktywną uczestniczką kampanii zwiększania świadomości o dziecięcej otyłości oraz wspiera organizację charytatywną CLIC Sargent walczącą z chorobami nowotworowymi u dzieci.

## Wygrane turnieje

### gra pojedyncza (1)
|    | Data       | Turniej                  | Kat. | Pula     | Naw.   | Finalistka     | Wynik    |
| 1. | 22/04/1985 | San Diego, Acura Classic |      | 75 000 $ | twarda | Wendy Turnbull | 6:0, 7:6 |

## Finały juniorskich turniejów wielkoszlemowych

### Gra pojedyncza (2)
| Końcowy wynik | Rok  | Turniej         | Nawierzchnia | Przeciwniczka    | Wynik finału  |
| Zwyciężczyni  | 1984 | Australian Open | Twarda       | Helena Dahlstrom | 6:0, 6:1      |
| Zwyciężczyni  | 1984 | Wimbledon       | Trawiasta    | Elna Reinach     | 3:6, 6:3, 6:2 |